# 그레이트 게임

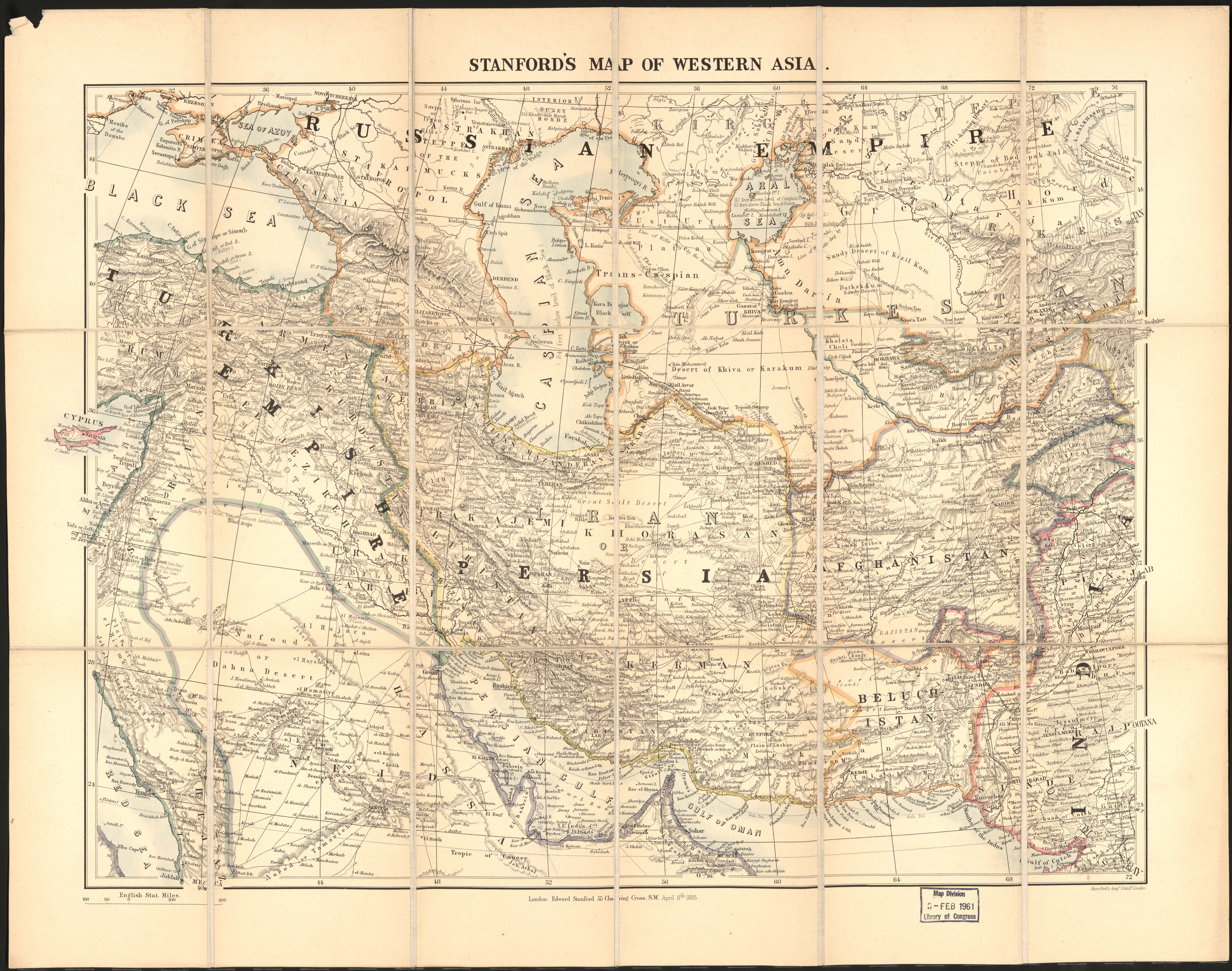
1885년의 그레이트 게임 기간 동안 러시아와 튀르크 제국, 카자르 페르시아, 러시아 투르키스탄의 남부 가장자리, 아프가니스탄 토후국 및 영국령 인도 서부 지역을 보여주는 영국 지도

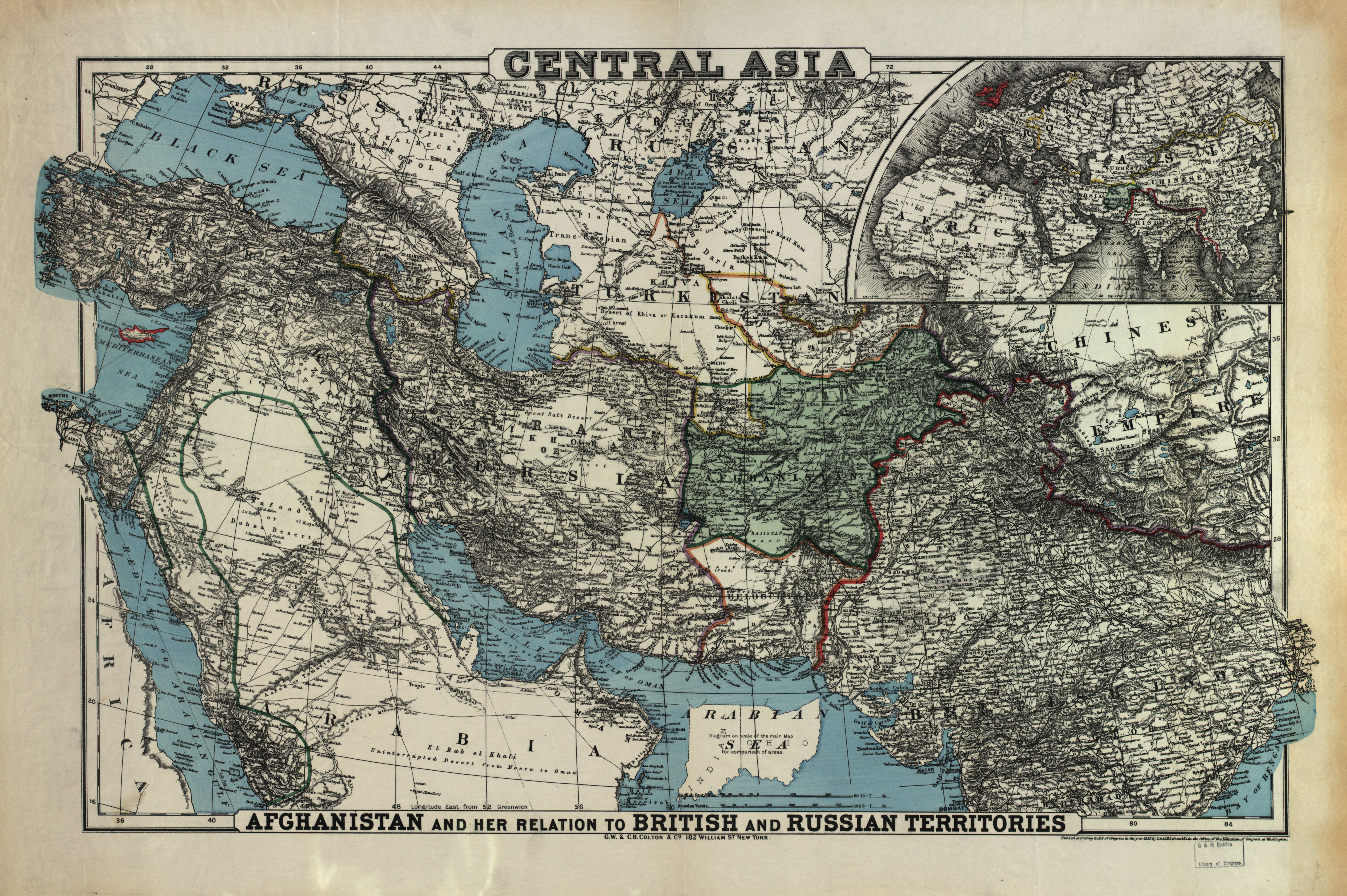
"아프가니스탄의 영국 및 러시아 영토와의 관계"
1885년의 중앙아시아, 아프가니스탄, 영국 및 러시아 영토를 나타낸 미국 지도.

그레이트 게임(영어: The Great Game 더 그레이트 게임[*]) 또는 그림자의 토너먼트(러시아어: Турниры теней)은 중앙아시아, 특히 아프가니스탄, 페르시아, 티베트 일대의 패권을 차지하기 위한 19세기 대영 제국과 러시아 제국 간의 전략적인 경쟁이자 냉전을 총칭하는 의미이다.
이 시기의 특징은, 두 식민 제국이 중앙아시아와 남아시아의 영토를 획득하고 국경을 재정립하기 위해 군사 개입과 외교적 협상을 거리낌없이 사용했지만 양측 사이의 갈등이 직접적인 전면전으로 비화된 적은 없었다는 것이다.  이들은 간접적으로, 그러나 어떤면에서는 급진적으로 각지에서 맞부딫혔다. 러시아는 튀르키스탄을 정복했으며, 영국은 자국령 식민지 인도의 국경을 확장하고 경계를 그었다. 이로 인해 카스피해 연안에서 동히말라야에 이르는 수많은 독립국가, 부족들, 군주국들이 20세기 초까지 두 제국의 보호령(사실상 속국)이나 직할령으로 편입되었다. 그러나 아이러니하게도 양측은 그레이트 게임 기간 동안 아프가니스탄 국경 위원회를 포함하여 여러 조약을 맺고 상호간의 협력을 이어나가는 행보를 보여주기도 하였다.
영국은 러시아의 남하가 자국의 식민지였던 인도를 위협할 것이라 우려했고, 러시아는 영국의 영향력이 중앙아시아로 확대될 것으로 우려했다. 그 결과 영국은 인도에 대한 러시아의 모든 접근을 차단하는 것을 최우선 과제로 삼았으며, 러시아는 중앙아시아에 대한 군사적 정복을 계속해나갔다. 영국인들로 하여금 인도 식민지의 중요성을 인식하도록 만든 이 지역에서의 러시아의 노력은 종종 유럽에서 그들의 양보를 이끌어내려는 의도를 가지고 있었을지도 모르지만, 확실히 그들은 1810년 이후에는 인도를 직접 공격할 의도가 없었다. 인도에 대한 러시아의 전쟁 계획 역시 이따금 제안되기는 했으나 결코 실현되지는 않았다.
보통 그레이트 게임은 1804~1813년 또는 1826~1828년의 러시아-페르시아 전쟁 및 영국령 인도에서의 진군 계획 수립으로 촉발되었다고 보는 견해가 일반적이다. 이로 인해 카자르 왕조 치하의 페르시아는 두 식민제국 간의 경쟁으로 몰아넣어져야만 했다. 영국은 아프가니스탄을 속국으로 만들고 오스만 제국 및 페르시아, 히바, 부하라를 러시아의 남하에 대한 완충국으로 둠으로써, 러시아가 페르시아만이나 인도양에서 부동항을 얻는 것을 막고 인도와 영국의 주요 해상 무역로를 보호하고자 했다. 일대에서 러시아와 영국의 세력권이 확대되고 경쟁이 불타오르자, 러시아는 아프가니스탄을 중립지대로 제안하기에 이르렀다.
1895년 9월에 런던과 상트페테르부르크에 있는 양국 정부는 외교적인 수단을 사용하여 아프가니스탄과 러시아 제국 사이의 국경을 정의하는 파미르 경계 위원회 의정서에 서명했다. 그의 일환으로 1907년 8월, 영국과 러시아 사이에 동맹국들을 만들고 아프가니스탄, 페르시아, 티베트의 지배를 공식적으로 언급하는 영러 협상이 체결됨으로써 그레이트 게임은 막을 내렸다. 그러나 일부 관점에서는 1917년 10월의 러시아 혁명을 그 종점이라고 주장하기도 한다. 제2차 세계 대전과 함께 식민지 시기가 끝난 이후에도, 이 용어는 중앙아시아의 강대국과 지역 강국의 지정학적 권력및 그 영향력에 대한 경쟁을 의미하는 말로써 계속 사용하고 있다.

## 명칭
"그레이트 게임Great game"이라는 용어는 19세기 이전에도 종종 사용된 것이 확인되지만, 이때에는 단지 카드나 주사위와 같은 도박성 짙은 게임과 관련이 있는 정도였다. 이와 동의어인 프랑스어 "르 그랑쥬Le grand jeu"의 기원은 적어도 1585년으로 거슬러 올라가며 위험, 우연, 속임수의 의미와 연관되어 있었다.
역사적 의미에서 이 용어의 사용은 19세기 중반에 시작되었다. 특히 우리가 현재까지도 익히 사용하고 있는 용어를 제시한 것은 영국 동인도 회사 웨일스 기병대의 6대 대공의 정보 장교인 아서 코놀리(1807년 ~ 1842년)였다. 1840년 7월, 코놀리는 칸다하르의 새로운 총독으로 최근 임명된 헨리 롤린슨 소령에게 "당신은 거대하고 고귀한 게임(a great game, a noble game)을 눈앞에 두고 있다"며 서신을 보냈다. 코놀리는 롤린슨의 새로운 직책이 그에게 아프가니스탄의 인도주의를 발전시킬 수 있는 기회를 주었다고 믿었으며, 그에 대해서 자신의 견해를 요약하는 편지를 따로 적었다.
If the British Government would only play the grand game – help Russia cordially to all that she has a right to expect – shake hands with Persia – get her all possible amends from Oosbegs – force the Bukhara Amir to be just to us, the Afghans, and other Oosbeg states, and his own kingdom – but why go on; you know my, at any rate in one sense, enlarged views. The expediency, nay the necessity of them will be seen, and we shall play the noble part that the first Christian nation of the world ought to fill.

만약에 영국 정부가 러시아가 관심을 가질수도 있는 모든 것을 우호적으로 도와주고, 페르시아와 악수하고, 우즈베크인들로부터 가능한 한 모든 보상을 받아내고, 부하라의 아미르가 우리와 아프간·다른 우즈베크 국가들·그리고 자신의 왕국에 대해 공정하게 하도록 강요하는, 그런 거창한 게임을 한다면...하지만 우리가 그것을 왜 해야합니까? 어떤 의미에서든지, 저의 확대된 견해를 당신은 알고 있을 것입니다. 그들의 편리함은 물론이고 필요성은 확연하게 보여질 것이고, 우리는 단지 세계 최초의 기독교 국가로서 해야 할 고귀한 역할을 이행하면 될 뿐입니다.

대영제국의 소설가 러디어드 키플링의 1901년 소설 「Kim」은 "그레이트 게임"이라는 용어를 조금 더 대중적이고 주류적으로 변모하게 함으로써 강대국 경쟁과의 연관성을 높였다. 1979년 소련-아프간 전쟁이 발발한 이후 이 소설은 더욱 인기를 끌었다. 한편 러시아어로 "그레이트 게임"을 나타내는 "그림자의 토너먼트Турниры теней"은 러시아 외교관 카를 네셀로데가 처음 사용한 것으로 알려져 있다.
1926년 11월 10일 H.W.C. 데이비스 교수는 그의 발표 The Great Game in Asia (1800–1844)에서 최초로 학술적인 용어로서 "그레이트 게임"을 사용했다. 중앙아시아에서의 영러의 경쟁을 묘사하기 위해 "그레이트 게임"이라는 용어가 사용되기 시작한 것은 제2차 세계대전 이후에야 일반화되었다.

## 같이 보기
- 러시아-영국 관계
- 영국-소련의 이란 침공
- 크림 전쟁 & 2022년 러시아의 우크라이나 침공
- 브렉시트
- 미국-중국 무역 전쟁 & 미중 패권 경쟁
- 냉전 & 제2차 냉전
- 중앙아시아의 지전략(영어판)
- 아시아에서의 서양 제국주의(영어판)
- 영국-이란 관계(영어판)
- 신 그레이트 게임(The New Great Game) 현대 중앙아시아의 정치적 관계를 의미하는 말
- 그레이트 게임 (책)(en:The Great Game (Peter Hopkirk book)) - 피터 홉커크의 책
- 러시아의 탐험가 목록
- 셰르 알리 칸
- 거문도 사건 - 대영제국이 러시아제국의 남하를 막기 위해 거문도를 불법 점령한 사건

### 설명주
1. ↑  정확히는 아프가니스탄의 아미르인 셰르 알리 칸.
2. ↑  다만 1853~1856년까지의 크림 전쟁이 그레이트 게임에 영향을 미쳤다고 보는 시각도 있다.
3. ↑  인도 통제 위원회의 회장인 엘렌버러 경이 당시 인도 총독인 벤팅크 경에게 부하라 토후국으로 가는 무역로를 구축하라는 임무를 내렸던 1830년 1월 12일에 시작됐다고 보는 견해도 있다.

## 서지
- 그레이트 게임의 연표 웹사이트.

- 서적
  - Walberg, Eric (2011). 《Postmodern Imperialism: Geopolitics and the Great Games》. Clarity Press. 300쪽. ISBN 9780983353935. 2012년 8월 27일에 확인함.
  - Hopkirk, Peter (1992). 《The Great Game: The Struggle for Empire in Central Asia》. Kodansha International. 564쪽. ISBN 9781568360225. 2012년 8월 27일에 확인함.
  - John Brobst, Peter (2005). 《The Future Of The Great Game (Series on International, Political, and Economic History)》. University Of Akron Press. 199쪽. ISBN 9781931968102. 2012년 8월 27일에 확인함.
  - Kleveman, Lutz (2003). 《The New Great Game: Blood and Oil in Central Asia》. Atlantic Monthly Press. 288쪽. ISBN 9780871139061. 2012년 8월 27일에 확인함.
  - Johnson, Robert (2006). 《Spying for Empire: The Great Game in Central and South Asia, 1757-1947》. Greenhill Books. 304쪽. ISBN 9780199580361. 2012년 8월 27일에 확인함.
  - Brysac, Shareen, Meyer, Karl and (2006). 《Tournament of Shadows: The Great Game and the Race for Empire in Asia》. Basic Books. 704쪽. ISBN 9780465045761. 2012년 8월 27일에 확인함.
  - Cooley, Alexander (2012). 《Great Games, Local Rules: The New Great Power Contest in Central Asia》. Oxford University Press. 272쪽. ISBN 9780199929825. 2012년 9월 7일에 확인함.
  - Naik, J. A. (1970). 《Soviet policy towards India from Stalin to Brezhnev》. Vikas Publications. 201쪽. 2012년 8월 27일에 확인함.
  - Paksoy, H.B. (1991). 《Modern Encyclopedia in Russia and Soviet Union, Vol. 4,》. Academic International Press. 5–20쪽. 2017년 2월 1일에 원본 문서에서 보존된 문서. 2012년 8월 27일에 확인함.
  - Tamm, Eric Enno. (2011). 《The Horse That Leaps Through Clouds: A Tale of Espionage, the Silk Road and the Rise of Modern China》. Counterpoint. ISBN 9781582437347. 2012년 8월 27일에 확인함.
  - Vogelsang, Willem (2001). 《The Afghans (Peoples of Asia)》. Wiley-Blackwel. 408쪽. ISBN 9780631198413. 2012년 8월 27일에 확인함.
  - Tunzelmann, Alex Von (2007). 《Indian Summer: The Secret History of the End of an Empire》. Henry Holt and Co. 416쪽. ISBN 9780805080735. 2012년 8월 27일에 확인함.
  - Coll, Steve (2004). 《Ghost Wars: The Secret History of the Cia, Afghanistan, and Bin Laden, from the Soviet Invasion to September 10, 2001》. Penguin. 333쪽. ISBN 9781594200076. 2012년 8월 27일에 확인함.
  - Rashid, Ahmed (2000). 《Taliban: Islam, Oil and the New Great Game in Central Asia》. London: I. B. Tauris. ISBN 9781860648304. 2012년 8월 27일에 확인함.
  - Yapp, Malcolm (2002). 《"The Legend of the Great Game", Proceedings of the British Academy Volume 111: 2000 Lectures and Memoirs》. Oxford University Press. 179–198쪽. ISBN 9780197262597. 2012년 8월 27일에 확인함.[깨진 링크(과거 내용 찾기)]
  - Mahajan, Sneh (2001). 《British Foreign Policy 1874-1914: The Role of India, Volume 4 of Routledge Studies in Modern European History》. Routledge. 288쪽. ISBN 9780415260107. 2012년 8월 27일에 확인함.
  - Lloyd, Trevor Owen (2001). 《Empire: The History of the British Empire》. Continuum International Publishing Group. 245쪽. ISBN 9781852852597.

- 저널
  - Edwards, Matthew (March 2003). “The New Great Game and the new great gamers: Disciples of Kipling and Mackinder”. 《Central Asian Survey》 22 (1): 83–103. doi:10.1080/0263493032000108644. 2012년 8월 27일에 확인함.
  - Carrington, Michael. Officers Gentlemen and Thieves: The Looting of Monasteries during the 1903/4 Younghusband Mission to Tibet, Modern Asian Studies 37, 1 (2003), PP 81–109.
  - Ahrari, Mohammed E.; James Beal (January 1996). 〈The New Great Game in Muslim Central Asia〉. 《McNair Paper 47》. Institute for National Strategic Studies and National Defense University. 2013년 7월 9일에 원본 문서에서 보존된 문서. 2012년 8월 27일에 확인함.
  - Cohen, Ariel (1996년 1월 25일). 〈The New "Great Game": Oil Politics in the Caucasus and Central Asia〉. 《Backgrounder #1065》. The Heritage Foundation. 2009년 10월 14일에 원본 문서에서 보존된 문서. 2012년 8월 27일에 확인함.
  - Rashid, Ahmed (1997년 4월 10일). “Central Asia: Power Play”. 《Far Eastern Economic Review》. 
  - Menon, Rajan (2003). “The New Great Game in Central Asia”. 《Survival: Global Politics and Strategy》 45 (2): 187–204. doi:10.1080/00396338.2003.9688581. 2012년 8월 27일에 확인함.
  - Morgan, Gerald (1973). “Myth and reality in the great game”. 《Asian Affairs》 4 (1): 55–65. doi:10.1080/03068377308729652. 2012년 8월 27일에 확인함.